# ルーズベルト物語
『ルーズベルト物語』（Sunrise at Campobello）は小児麻痺を患ったフランクリン・ルーズベルト大統領とその家族の闘いを描いた1960年のアメリカ合衆国の伝記映画である。ドア・シャリー脚本によるトニー賞を受賞した同名の舞台劇を原作としており、監督はヴィンセント・J・ドナヒューが務め、ラルフ・ベラミー、グリア・ガースン、ヒューム・クローニン、ジーン・ヘイゲンらが出演した。

## キャスト
- フランクリン・ルーズベルト - ラルフ・ベラミー
- エレノア・ルーズベルト - グリア・ガースン
- ルイス・ハウ（英語版） - ヒューム・クローニン
- Marguerite "Missy" LeHand - ジーン・ヘイゲン
- サラ・デラノ・ルーズベルト（英語版） - アン・シューメイカー（英語版）
- アルフレッド・E・スミス知事 - アラン・バンス（英語版）
- アンナ・ルーズベルト（英語版） - ジーナ・ビートゥン（英語版）
- ジェームズ・ルーズベルト - ティム・コンシダイン（英語版）
- エリオット・ルーズベルト - パット・クローズ（英語版）
- ジョニー・ルーズベルト - トム・カーティ

## 受賞とノミネート
| 賞                   | 部門                    | 候補                                                                      | 結果       |
| -------------------- | ----------------------- | ------------------------------------------------------------------------- | ---------- |
| アカデミー賞         | 主演女優賞              | グリア・ガースン                                                          | ノミネート |
| アカデミー賞         | 美術賞 (カラー)         | 美術監督: エドワード・キャリア 装置装飾: ジョージ・ジェームズ・ホプキンス | ノミネート |
| アカデミー賞         | 衣裳デザイン賞 (カラー) | マージョリー・ベスト                                                      | ノミネート |
| アカデミー賞         | 録音賞                  | ジョージ・グローヴス                                                      | ノミネート |
| ゴールデングローブ賞 | 主演女優賞 (ドラマ部門) | グリア・ガースン                                                          | 受賞       |